# ماركوس أنطونيو إلياس سانتوس
ماركوس أنطونيو إلياس سانتوس (بالبرتغالية: Marcos Antônio Elias Santos‏) (25 مايو 1983 في البرازيل - ) هو لاعب كرة قدم برازيلي في مركز قلب الدفاع. لعب مع رابيد بوخارست ونادي أكاديميكا كويمبرا ونادي أوكسير ونادي باوك ونادي بورتو ونادي بيلينينسش ونادي جل فيسنتي ونادي جوهر دار التعظيم ونادي نورنبرغ ويو دي ليريا.

## وصلات خارجية
- ماركوس أنطونيو إلياس سانتوس على موقع رابطة كرة القدم الفرنسية للمحترفين (الإنجليزية)
- ماركوس أنطونيو إلياس سانتوس على موقع قاعدة بيانات كرة القدم.إي يو (الإنجليزية)
- ماركوس أنطونيو إلياس سانتوس على موقع عالم كرة القدم.نت (الإنجليزية)
- ماركوس أنطونيو إلياس سانتوس على موقع AS.com (الإسبانية)